# Von Steinberg
von Steinberg var en svensk adelsätt av tyskt ursprung.

## Historia
Ättens stamfader var juristen Jacob Steinberg (levnadsårtal okända), vilken efter att ha tjänat hos bland annat hertigarna av Sachsen-Lauenburg och Braunschweig gick i svensk tjänst och blev hovråd hos Gustav II Adolf 1630. Jacob adlades - med tillägget "von" före det tidigare namnet - den 20 januari 1641 och introducerades på Riddarhuset 1643.
Jacob von Steinbergs son, officeren, guvernören med mera Antonius von Steinberg (död 1678) kom att stå i stor gunst hos drottning Kristina och upphöjdes av henne 1653 till friherre (dock ej introducerad som sådan) samt 1654 till greve med ättenummer 21 samt Enköpings stad som grevskap. Han blev befordrad till generalmajor 1663 och fullvärdig general 1675.
Antonius von Steinberg fick i sitt äktenskap med hovjungfrun Catharina Ribbing (släkten Ribbing) endast en son, löjtnanten Adam von Steinberg, vilken avled ogift 1691 och därmed slöt ätten.